# Jobst Hirscht
Jobst Hirscht (* 19. Juli 1948 in Schleswig) ist ein ehemaliger deutscher Leichtathlet, der bei den Olympischen Spielen 1972 in München mit der Staffel der Bundesrepublik die Bronzemedaille im 4-mal-100-Meter-Staffel-Lauf gewann (38,79 s; zusammen mit Karlheinz Klotz, Gerhard Wucherer und Klaus Ehl, Jobst Hirscht als Startläufer). Trainer dieser Staffel war Walter Oberste. Im 100-Meter-Einzelrennen dieser Spiele wurde er Sechster (10,40 s).
Für den Gewinn der Bronzemedaille bei den Olympischen Spielen 1972 wurde er – zusammen mit der Staffel – am 11. September 1972 mit dem Silbernen Lorbeerblatt ausgezeichnet.
Hirscht arbeitete anschließend bis 2006 als Sportlehrer bei der Hamburger Polizei. Er wurde Polizeihauptkommissar.
Jobst Hirscht gehörte der SV Polizei Hamburg an. In seiner aktiven Zeit wog er 65 kg bei einer Größe von 1,74 m.

## Bestleistungen
Freiluft
- 100 m: 10,25 s